# 莫法特鎮區 (密歇根州)
莫法特鎮區（英語：Moffatt Township）是位於美國密歇根州阿勒納克縣的一個行政鎮區。

## 地方資料
莫法特鎮區的面積為83.10平方千米，當中陸地面積為81.60平方千米，而水域面積為1.50平方千米。根據2020年美國人口普查的數據，當地共有人口1166人，而人口密度為每平方千米14.03人。